# Багаевская
Бага́евская — станица в Ростовской области. Административный центр Багаевского района и Багаевского сельского поселения. С 1959 по 1992 г. имела статус посёлка городского типа и носила название Багаевский.
Население — 13 587 чел. (2020—2021)

## География
Станица расположена на левом берегу Дона, в 40 км северо-восточнее Ростова-на-Дону (76 км по автодороге). Ближайшая железнодорожная станция расположена в городе Новочеркасске в 34 км северо-западнее.

## История

### Основание станицы
Донские казаки станицы считаются низовыми (низовцами). По мнению Алексея Мартынова, оставившего записки середины XIX века, казаки станиц Грушёвской, Маноцкой, Багаевской и Илавлинской — калмыки и татары, принявшие христианство. До XVIII века казачьи поселения носили статус городка (укрепления).
В. Д. Сухоруков считал, что Багай возник ещё до 1640 года. Н. А. Мининков предполагал, что он существовал уже в 1647 г.. Информация В.Д Сухорукова и Н. А. Мининкова ждет подтверждения. Выводы В. Н. Королева на этот счет подтверждаются документально. 22 декабря 1647 года в Москве в присутствии казачьей делегации обсуждается вопрос постройки «царского» городка на Нижнем Дону (крепости, снабжаемой Российским государством и подчиняющейся непосредственно государю). Есаул донской станицы В. Микитин упомянул несколько удобных для этого мест, в том числе и остров Багаевской. В выписке по войсковым челобитным от 6 февраля 1648 года упоминается именно этот разговор, хотя он произошёл не в 1648 году, а в 1647. Тем не менее, февральская выписка стала поводом считать 1648 г. годом основания городка Багай. Инициатором такой даты стал багаевския краевед А. Ф. Рыбалкин. С конца прошлого века 1648 г. является официальной датой основания станицы Багаевской по первому упоминанию в документах намерения постройки укрепления между городками Маныческим и Бессергеневским: «…ниже Кутлубанского острова, вёрст с пять, остров Багаевской: с одну сторону — река Дон, а с другой речка Багай; в длину того острова на версту, а поперек — на полверсты. И тот остров первого угожее, городу — де быть на том острову можно ж» А. С. Козаченко исходя из этого пишет: «…поскольку государев город так и не был возведен на Богаевском острове… в скором времени на острове был поставлен казачий (не царский) городок Богай.» В 1667 году турецкий путешественник Эвлия Челеби подробно описывает окрестности Багаевского городка, называя его Жапуха Жапуха напоминает турецкое слово «Чапух» (в переводе на русский «быстро»). Русско-турецкий словарь трактует «быстро» «çabuk» — «Чапух». В турецком языке буква «ç» читается как «Ч», а очень похожая на неё буква «С» в турецком читается как «Дж». Допуская переписывания, переводы и искажения, а также прошедшие века, буква «С» теряет обязательную завитушку «ç» и «Чапух», читается «Джапух». Багаевский краевед Шапоренко А. В., ссылаясь на карту 1704 года адмирала Крюйса, отмечает, что городок Багай, находится на большом острове, омываемом Доном и достаточно длинной протокой на карте названной Быстрянский ерик. На военно — топографической карте 1853 года присутствует ерик Быстрой, примерно там же, где его и указывал Крюйс! Это имя сохранилось до сих пор, исследователь делает вывод, что «Быстрянский», «Быстрый», и «Чапух» с турецкого — суть одного и того же географического объекта — протоки подмывающей городок Багай.Третье упоминание относится к 1672 году — в показаниях атамана Фрола Минаева, проехавшего с верховьев Дона к его устью. В числе 52 городков, между городками Бессергеневским и Манычским, он называет Багаевский.
Донские городки — маленькие крепости, обнесённые стеной из двойного плетня или двойного палисадника, внутри набитых землёй, как отмечал В. Д. Сухоруков, стояли при больших реках — Доне, Донце и Медведице — для удобства промысла и для защиты от набегов. Для городка выбиралось в военном отношении тактически и стратегически выгодное место. По наблюдениям адмирала К. Крюйса, донские городки в основном располагались на речных островах.
В 1688 году Багай фигурирует в списках разорённых русскими войсками городков старообрядцев, а в 1707 году в описании восстания Булавина
. В энциклопедии Татищева (середина XVIII века): «Багай, станица Донская на острову реки Дона, выше Черкаскаго 15, от Манич 8, ниже Безсерганова 14 вёрст».

## Этимология
Впервые имя Багай и Багаевская применительно к местности упоминается в старинном документе казачьей истории XVIIв. В 1648 году имя Багай уже существовало, принадлежало оно реке, а остров, образованный этой речкой и Доном, носил прилагательное имя Багаевской. Краевед станицы Багаевской А. Ф. Рыбалкин, ссылаясь на лингвиста Л. В. Успенского, переводит имя «Багай» с тюркского как земноводное. В. Н. Королев и А. В. Шапоренко полагают, что такая версия неоправданна, в России имена «Бага», «Багай», «Багаевка», «Богаевка», «Багайда» более близки по произношению.
Тюркской версии имени Багай
Все населённые пункты со схожим именем находятся на границах древнерусских земель Село Багаевское в Вятском крае не разрушает данную версию, потому что Вятские земли в XIV—XV вв. входили в состав государства Ногайская орда. Первая версия: Она активно продвигается автором книги А. А. Кривошеевым «Донской улус Золотой орды»(эту версию поддерживает и Пугачева Е. А.). В ней утверждается, что Багай происходит от тюркского «баг» — сад. Вторая версия: Тюркский антропоним от имени Багай, так же и — Багайдин. Имя происходит от прозвища Богайда (шалун, озорник, бык, баран, здоровенный мужчина).. Фамилии Баранов, Быков, Козлов имеют подобное происхождение. Третья версия. Ерик Багай впадал в Дон развилкой. То есть Багаевской остров и был той площадкой между двух рукавов реки. Бычок в Толковом словаре живого великорусского языка Даля и Словаре народных географических терминов Мурзаева Э. М.- площадка углом меж двух сходящихся вершин, то есть оврагов. Четвёртая версия: «Ба» — с тюркского влага, «Гай» — небольшая отдельная роща, обычно из деревьев лиственных пород.
Славянские версии.
Пятая версия: В северных карельских говорах древнего города Олонецк (бассейн Ладожского озера) Багай это лом железный с плоским, загнутым и раздвоенным концом для вытаскивания гвоздей. Древняя речка Багай в старину впадала в Дон развилкой, похожей по форме на багай — гвоздодёр [Словарь говоров русского севера. Екатеринбург. Издательство Уральского университета. 2001 г.].
Шестая версия Новгородская. Исследователь донской истории Е. П. Савельев связывает происхождение средневекового казачьего населения на Дону с новгородским влиянием. Вятская Багаевская находилась на пути движения древних новгородцев в губерниях: Казанской, Вятской и др.. Путь ушкуйников проходил по крайней мере через 3 села с именем Багаевское.
Седьмая версия: Одним из основателей станицы был некий Багаев или Багаевский, давший свое имя новому донскому городку в 1648 году. Древнейший казачий род Богаевских, в рядах которого известны атаманы, профессора, дворяне и простые казаки, своим происхождением, по мнению «Казачьего словаря-справочника», обязаны станице. «Богаевские — древний казачий род, может быть, по первоначальному поселению на Дону, связанный со станицей Богаевской. Числились в станице Каменской, а в Донецком округе имели поместье и офицерские участки. В семейных преданиях сохранилась память о квартир — мейстере Степане Богаевским, жившем в восемнадцатом столетии и будто бы женатом на калмычке.». Исследователь казачьих фамилий И. Ф. Быкадоров утверждает, что не Багаевские дали имя станице, а станица породила фамилию.. Названия станиц послужили основой для их фамилий…. Богаевский — переселенец из Богаевской станицы или городка."

### XIX век
Первоначально станица Багаевская находилась на правом берегу реки, но частые разливы затопляли её, и к 1805 году, после изгнания из хутора Федулова и кургана Малюбашева ногайцев и татар, которые очень долго стесняли занимавшихся скотоводством и земледелием казаков, станица переселилась на более высокий левый берег. На левый берег была также перенесена церковь, освящённая 23 апреля 1805 года (само переселение могло произойти раньше 1805 года). На новом месте станица расположилась на трёх островах: на среднем острове расположился центр станицы, на северном — Залопатенка, на южном — Рогачёвка.
К 1823 году в станице была одна деревянная церковь, одно общественное кирпичное строение — станичное правление, три частных каменных дома, деревянных домов — 326, 8 водяных и 4 ветряных мельниц, 4 промышленных завода по засолке и копчению рыбы. В 20—30-х годах XIX века улицам станицы стали давать официальные названия. Есть версия, что дореволюционные имена улиц кроме Кузнечной, Набережной и Базарной имели номерные названия.
По статистическим сведениям за 1875 год в юрте станицы Багаевской располагались хутора: Федулов, Ёлкин, Ефремов, Платов, Весёлый, Спорный. В самой станице жило около 6000 человек и было 911 дворов. Земельный пай составлял 10 десятин.
По Дону в Багаевскую везли лес и другие товары. Из станицы для сбыта в города (Ростов, Нахичевань, Новочеркасск, Шахты и др.) отправляли хлеб и другие продукты — в Багаевской занимались овощеводством на продажу, выращивали капусту, помидоры, картошку, огурцы, перец, баклажаны, морковь, лук. Основные огороды располагались за Доном на заливных землях. Очень урожайными были сорта бахчевых. О них знали и за границей. Во французском географическом словаре 1801 года отмечаются необыкновенно хорошие багаевские арбузы. В Багаевской и окрестностях были великолепные сады, выращивался донской сорт винограда «Пухляковский».
Связь между правым и левым берегами Дона происходила в станице по наплавному мосту. Средняя часть моста разводилась для пропуска судов и лодок. Возле моста располагалась базарная площадь с магазинами, ларьками, харчевнями, питейными заведениями. Два раза в год на базарной площади проходили ярмарки. В первой половине XIX века во время сильных половодий станица частично затапливалась.

### XX век
Багаевская входила в Черкасский округ Области Войска Донского. Казаки станицы к началу XX века могли служить в Лейб-гвардии Казачьем Его Величества полку, в 16-м Донском казачьем генерала Грекова 8-го, 33-м Донском казачьем, 50-м Донском казачьем полках и в 1-й, 8-й и 15-й Донских казачьих батареях (16-е полковое звено), а также в военное время в 52-й Донской казачий направляли второочередных казаков, прошедших действительную службу в Лейб-гвардии Казачьем полку.
Административная власть в станице принадлежала станичному атаману и была выборной. Атаманом назначались полицейские из числа казаков, отслуживших в армии. Суда в станице не было, выездной суд приезжал из станицы Бессергеневской.
Летом 1913 года у станицы произошло громкое ограбление парохода «Петр», злоумышленники изловлены, но около 10 пудов серебряной монеты были нарочно затоплены пиратами в лимане у острова Буян. До октябрьского переворота в Багаевской было три церковно-приходские школы, из них две мужские.
На Дону период первого установления советской власти (с февраля по май 1918 года) отмечен изменением отношения казаков к большевикам. В конце марта во многих станицах вспыхивают восстания. В первых числах апреля большевики направили карательные отряды в задонские станицы Черкасского округа — Егорлыкскую, Кагальницкую, Хомутовскую. Казаки этих станиц при помощи казаков Манычской и Багаевской разбили красных. В мае 1918 года восставшими казаками Дон был очищен от большевиков, донским атаманом был избран генерал П. Н. Краснов. Багаевские казаки мобилизовывались в созданную им Донскую армию, боровшуюся с красными.
В феврале 1920 года фронт проходил по нижнему Дону. С 21 февраля завязались упорные кавалерийские бои между красным конным корпусом Думенко и Терско-Донской конницей Гусельщикова. В районе станицы Манычской донцы и терцы получили сильный удар, потеряли до 1000 человек только пленными и были вынуждены оставить Багаевскую. В марте 1920 года последовало отступление частей Донской и Добровольческой армии к Новороссийску. В станице была установлена советская власть.
В силу административно-территориальных перекроек Багаевская находилась последовательно в составе Донской области (1920—24), Юго-Восточной области (1924), Северо-Кавказского края (1924—1937), Ростовской области (с 1937). В 1924 году был создан Багаевский район.
В 1929 году в Багаевской были организованы колхозы «Путь Ильича», «Имени Ильича» и рыбколхоз «За Родину».
Осенью 1932 года для преодоления трудностей при проведении хлебозаготовок в Северо-Кавказский край была направлена комиссия ЦК ВКП(б) во главе с Л. М. Кагановичем. На основании решения бюро Северо-Кавказского крайкома партии население 16 станиц края было депортировано в северные районы, в том числе население станиц Полтавской, Медвёдовской, Урупской, Багаевской. Как пишет Р. Медведев, выселяли всех поголовно, и бедноту, и колхозников, и единоличников, а станицы заселялись крестьянами из нечернозёмных районов.
В 1921—1922 годах и в 1932—1933, в связи с коллективизацией, на Дону был голод.
С началом Великой Отечественной войны Багаевский райвоенкомат начал мобилизацию. Мобилизованных везли подводами до Новочеркасска или пароходом до Ростова. Осенью 1941 года в станице был сформирован истребительный батальон. В середине июля 1942 начались бомбардировки станицы и переправы немецкой авиацией. Прикрывал переправу 292-й кавалерийский полк 110-й отдельной Калмыцкой кавалерийской дивизии. В июле 1942 года в Багаевскую вошли немцы.
7 января 1943 года началось освобождение Багаевского района. Наиболее ожесточённые бои проходили по линии хуторов Тузлуки, Усьман, Арпачин, станица Манычская, ближе к Дону — хутора Сараи, Калинин, Ёлкин, станица Багаевская. К 10 февраля 1943 года весь Багаевский район был освобождён. При его освобождении погибло более 15 300 солдат и офицеров Красной армии, они захоронены в 27 братских могилах на территории Багаевского района.

## Население
| 1875 | 1959  | 1970    | 1979    | 1989    | 2002    | 2010    |
| ---- | ----- | ------- | ------- | ------- | ------- | ------- |
| 6000 | ↗9118 | ↗11 831 | ↗12 741 | ↗13 608 | ↗15 275 | ↗15 459 |

### Известные уроженцы
- Карасёв, Михаил Фёдорович — начальник Новочеркасских артиллерийских мастерских в Донской армии, войсковой старшина (1886—1941).
- Прохоров, Тимофей Васильевич — русский отшельник в Мюнхене, «олимпийский еремит».
- Семизоров, Николай Фёдорович — Герой Социалистического Труда.

## Экономика

### Транспорт
Пассажирское сообщение с другими населёнными пунктами осуществляется автобусами и маршрутными такси. В Багаевской действует один автобусный маршрут. Автовокзал станицы осуществляет отправку пассажиров в Ростов и Новочеркасск, а также в населённые пункты Багаевского района.

## Культура, образование, спорт
В Багаевской три средних общеобразовательных школы (№ 1, № 2, № 3), 16 библиотек, районный Дом культуры, детская школа искусств.
Есть спорткомплекс с бассейном, тренажёрным залом, залом для тренировки кикбоксингом и другими видами спорта.
Действует краеведческий музей, расположенный с 1985 года в старом казачьем курене — традиционном доме Донских казаков, построенном в 1898 году местным казаком Колесниковым. С начала 1930-х годов дом неоднократно претерпевал значительные переделки, а с 1954 года он объявлен мемориальным. Здесь в 1920 году располагался Штаб Первой Конной Армии во главе с командующим С. М. Буденным, который две недели проживал в этом здании. Штаб посещал известный военачальник Б. М. Думенко. В 1942 году С. М. Буденный вновь останавливался здесь.

## Здравоохранение
В станице находится центральная районная больница на 155 коек, поликлиника, сеть стоматологических и аптечных услуг.

## Церкви, кладбища
На улице Кирова расположена Церковь Николая Чудотворца (Багаевская). Также в станице есть часовня, мечеть и молельный дом.
В Багаевской три кладбища. Центральное кладбище расположено на территории церкви, новое кладбище на юге станицы и старое на Мельничной улице.

## Галерея

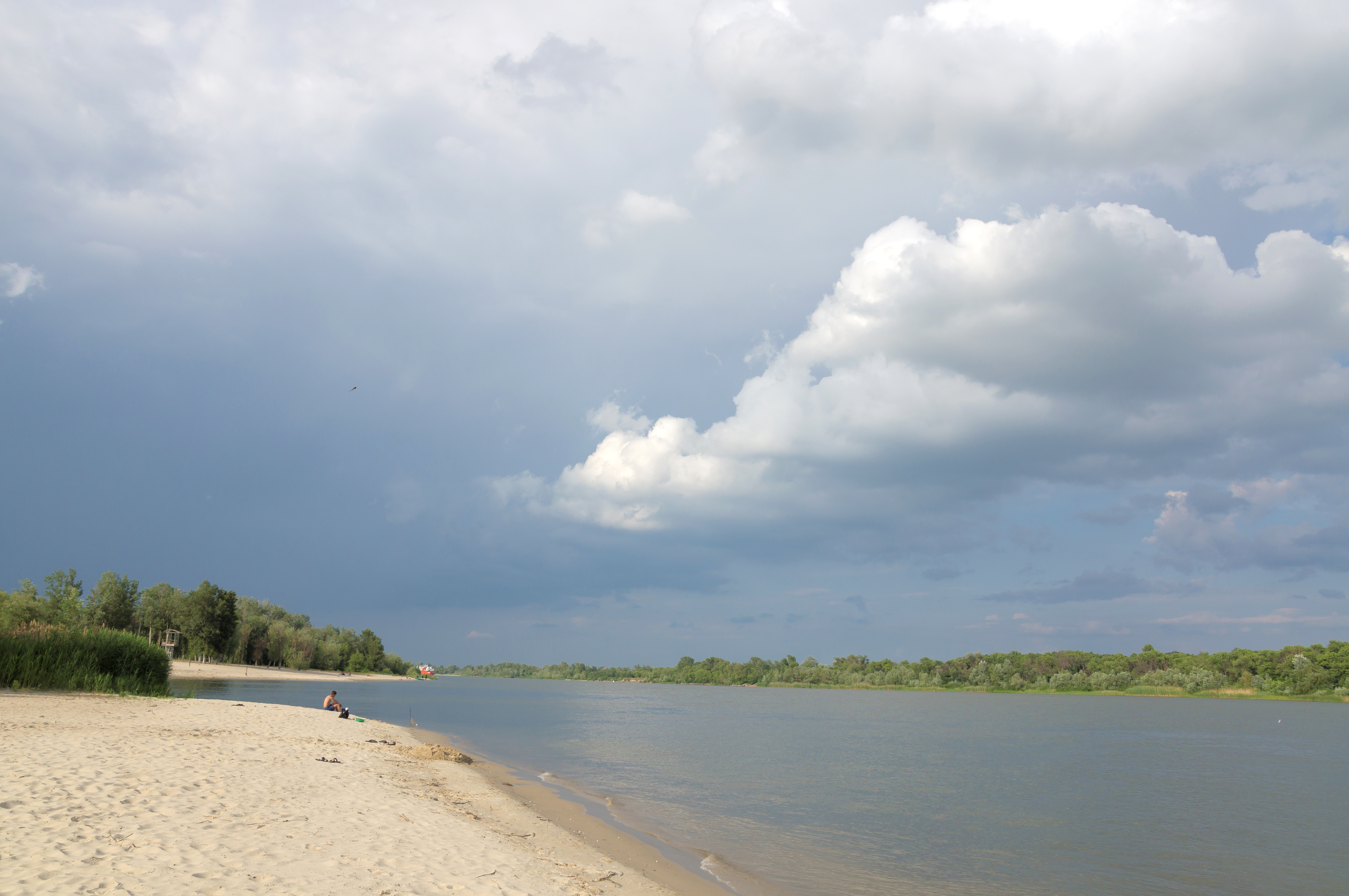
Излучина Дона
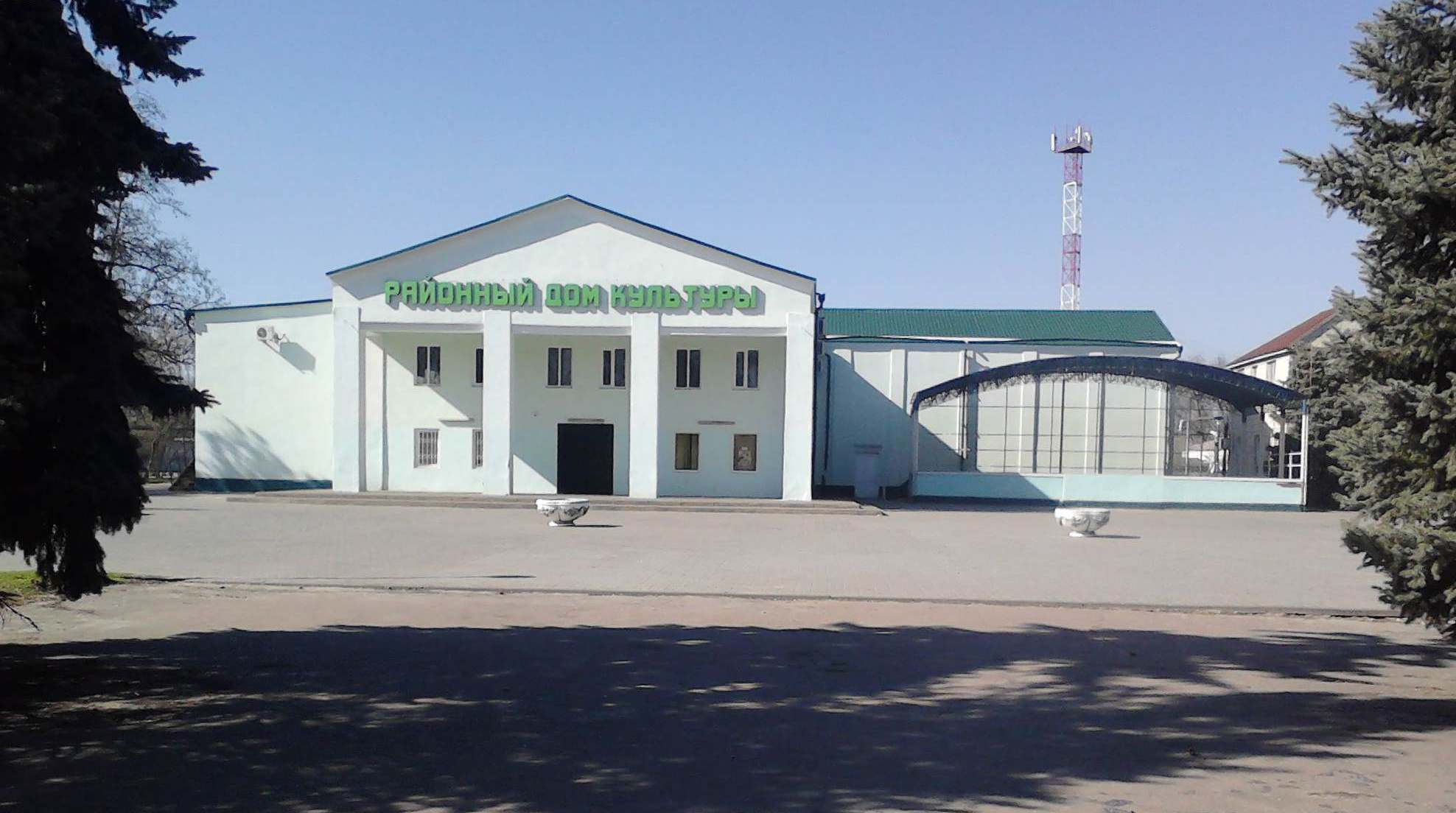
Багаевский районный Дом культуры
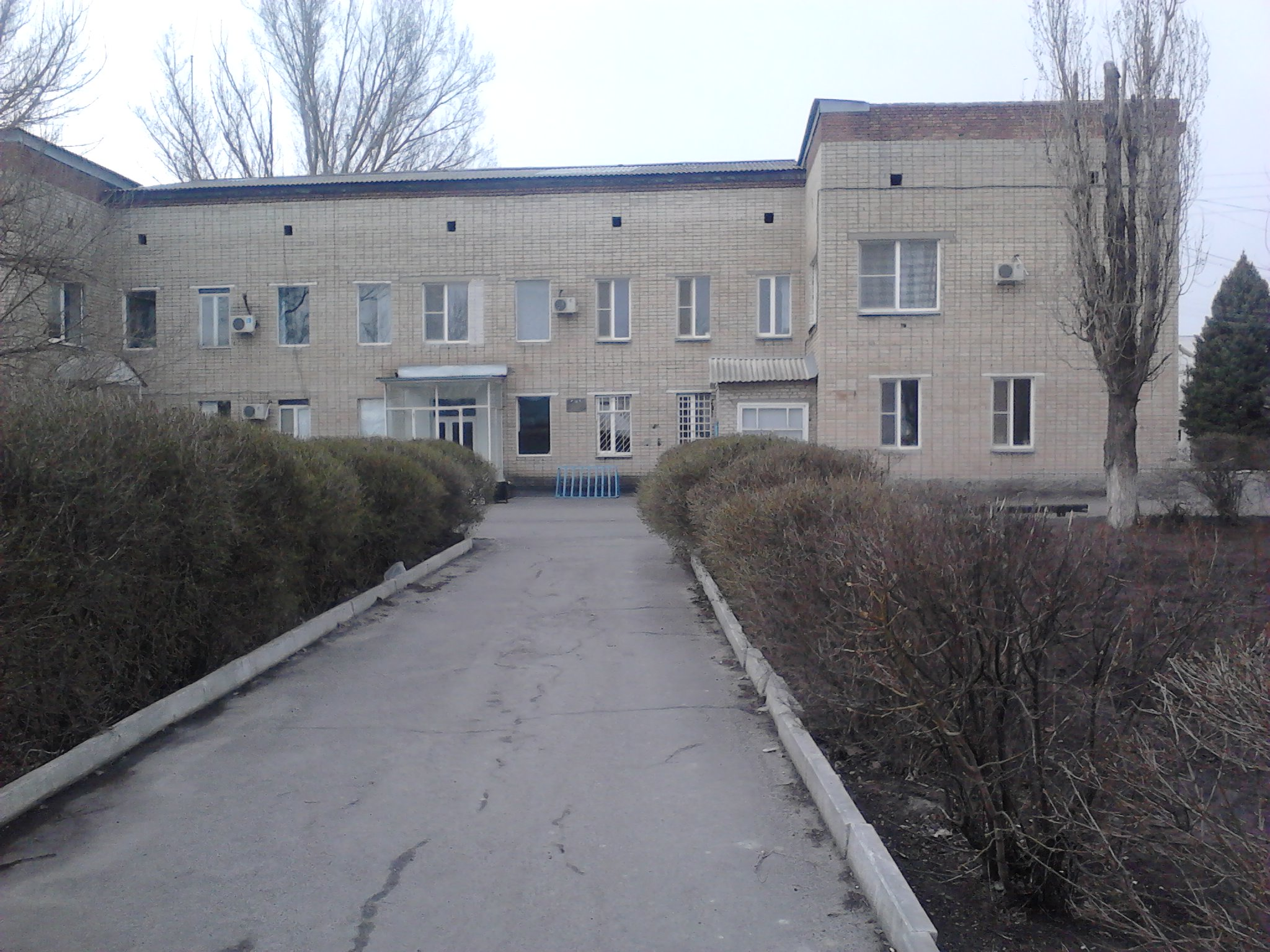
Багаевская районная больница
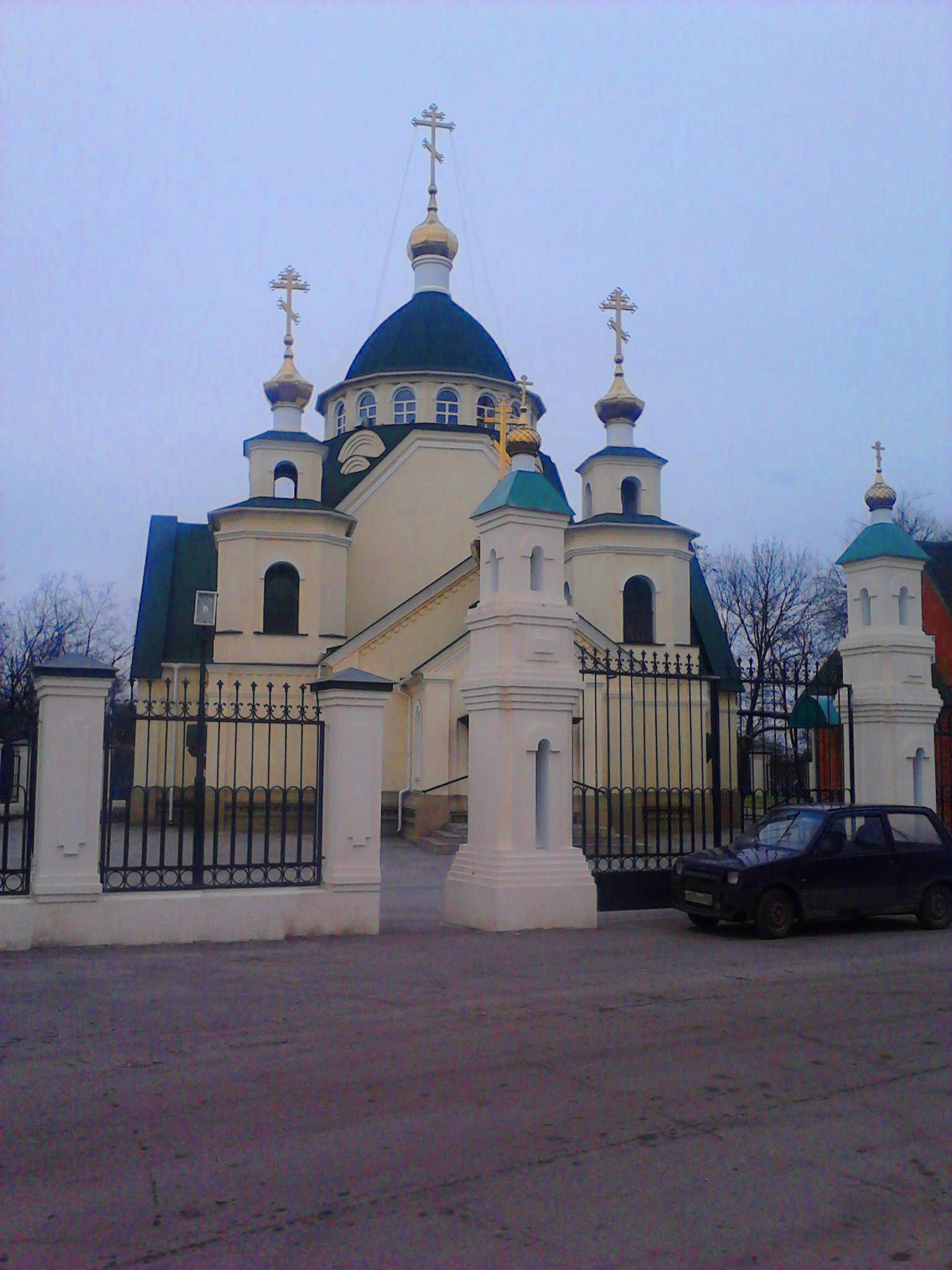
Церковь Николая Чудотворца